# Luhman 16

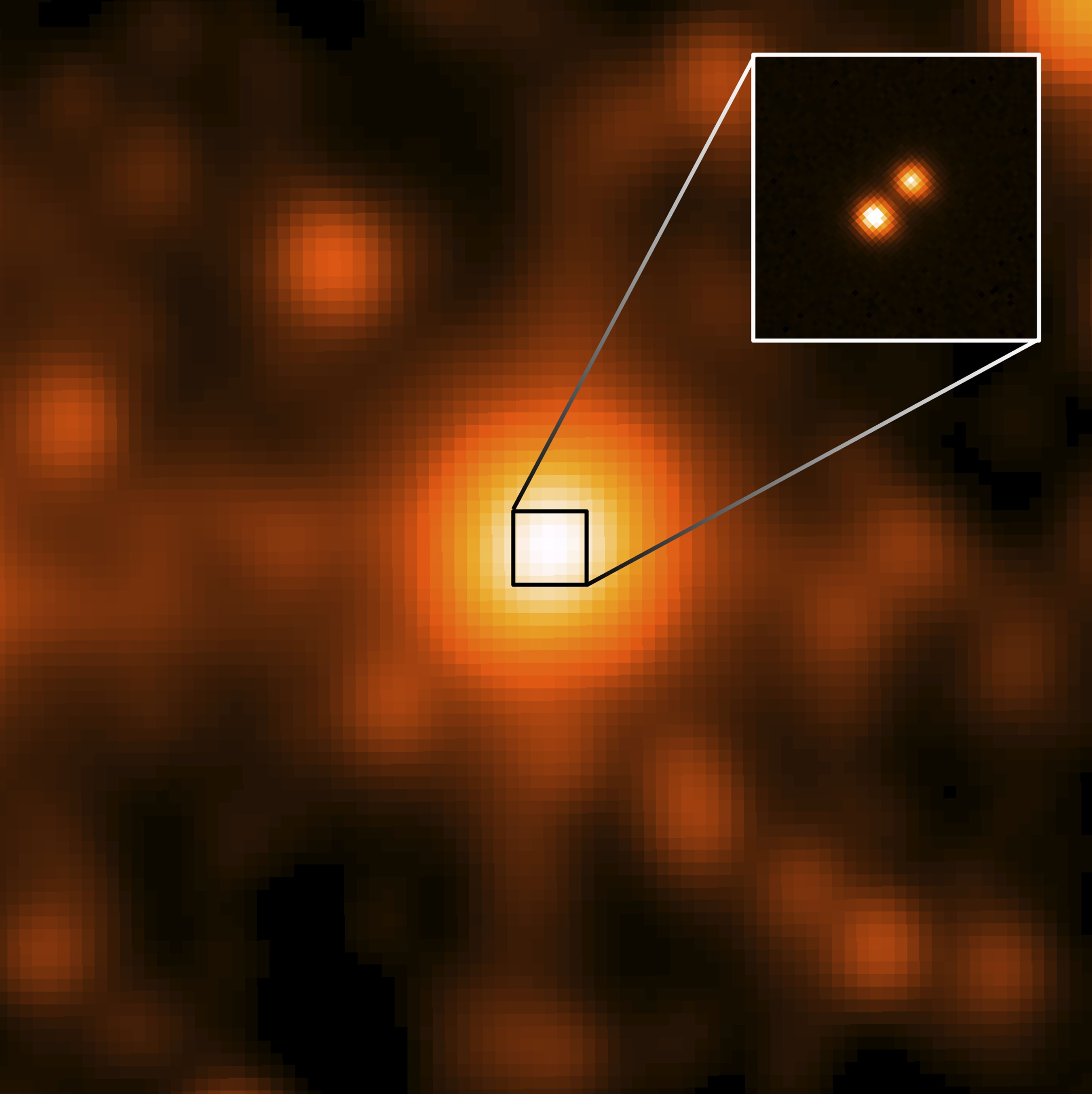
De twee bruine dwergen zijn zichtbaar in deze Gemini-zuid opname (inzet) die gecombineerd is met een WISE afbeelding

Luhman 16 (WISE 1049-5319, WISE J104915.57-531906.1) is een dubbelster van twee bruine dwergen op ca. 6,50 lichtjaar van de zon. Het zijn de dichtstbijzijnde bekende bruine dwergen, beide zijn ontdekt in 2013 door Kevin Luhman. De ster in het sterrenbeeld Zeilen (Vela) heeft een schijnbare magnitude 16,2. De naam van de ster komt van het feit dat het de zestiende dubbelster in de Washington Double Star Catalogue is die ontdekt is door Luhman.

## Bron
- (en)  The closest star system found in a century (phys.org March 11, 2013)